# Gállojávrre
Gállojávrre, enligt tidigare ortografi Kallojaure, är en sjö i Jokkmokks kommun i Lappland och ingår i Piteälvens huvudavrinningsområde. Sjön har en area på 0,667 kvadratkilometer och ligger 952 meter över havet. Gállojávrre ligger i Kallovaratjeh Natura 2000-område.
Gállojåhkå som avvattnar sjön korsar Nordkalottleden, men där saknas bro så vattendraget måste vadas.

## Delavrinningsområde
Gállojávrre ingår i det delavrinningsområde (744818-154361) som SMHI kallar för Utloppet av Kallojaure. Medelhöjden är 978 meter över havet och ytan är 2,8 kvadratkilometer. Räknas de 2 avrinningsområdena uppströms in blir den ackumulerade arean 4,38 kvadratkilometer. Gállojåhkå som avvattnar avrinningsområdet har biflödesordning 2, vilket innebär att vattnet flödar genom totalt 2 vattendrag (Varvvekjåhkå, Piteälven) innan det når havet efter 372 kilometer. Avrinningsområdet består mestadels av kalfjäll (76 procent). Avrinningsområdet har 0,67 kvadratkilometer vattenytor vilket ger det en sjöprocent på 23,8 procent.